# The Tailor's Bill
The Tailor's Bill è un cortometraggio muto del 1915 diretto da Charles Ransom.

## Produzione
Il film fu prodotto dalla Edison Company.

## Distribuzione
Distribuito dalla General Film Company, il film - un cortometraggio di 150 metri - uscì nelle sale cinematografiche USA il 10 febbraio 1915. Nelle proiezioni, veniva programmato con il sistema dello split reel, accorpato in un'unica bobina con un altro cortometraggio prodotto dalla Edison, il documentario The Life History of a Silk Worm.